# Soledades

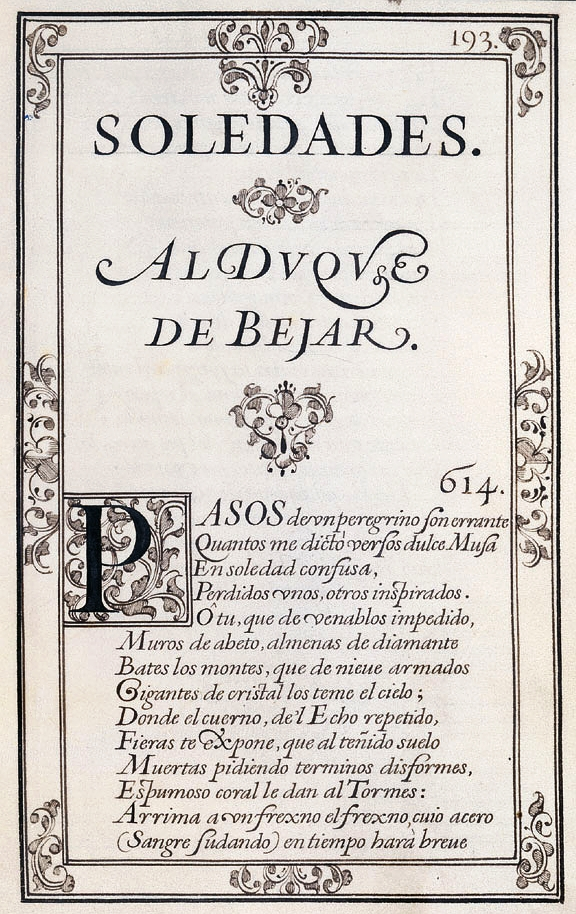
Página inicial de Las soledades (l. I, pág. 193) en el Manuscrito Chacón.

Las Soledades es un poema de Luis de Góngora, compuesto en 1613 en silva de versos endecasílabos y heptasílabos.
El poema nació como un proyecto dividido en cuatro partes que iban a llamarse «Soledad de los campos», «Soledad de las riberas», «Soledad de las selvas» y «Soledad del yermo». De este ambicioso poema, Góngora sólo concluyó la «dedicatoria al Duque de Béjar» y las dos primeras Soledades, de las cuales dejó inconclusa la segunda, aunque algunos críticos interpretan el "final inconcluso" como una técnica literaria que puede conectar el final con el comienzo del poema, como propuso John Beverley.
Era la primera vez que se utilizaba el género lírico para un poema tan extenso, pues no tiene desarrollo ecfrástico ni acciones heroicas como en la épica, sino más bien un "peregrinaje" sin aparente destino final.
El asunto de la «Soledad Primera» se puede resumir en pocas palabras: un joven náufrago llega a la playa de una isla, es recogido por unos cabreros, y termina asistiendo a una boda. La acción ocupa tres días. El primero, al anochecer, el personaje llega a la playa y siguiendo la luz de una hoguera encuentra a los cabreros, con los que pasa la primera noche. Al día siguiente parte con uno de los cabreros y por el camino se encuentran con una comitiva de serranos que van camino de una aldea cercana, donde se va a celebrar la boda de unos pastores. Uno de ellos nota por sus ropas que es un náufrago -lo que le hace recordar a su hijo muerto en la mar- y expone una larga y amarga queja contra la codicia y la navegación marítima. Este serrano lo invita a asistir a las nupcias, y esa noche duermen en la aldea. Al día siguiente se celebra el desposorio, así como una serie de juegos y bailes. El poema termina al anochecer, cuando los esposos se dirigen a su casa, donde Venus les ha preparado el blando lecho (es conocido el último verso: "a batallas de amor, campo de pluma"). Bajo tan parco argumento, inspirado en el episodio de Nausícaa de la Odisea, Góngora se dedica a dibujar una minuciosa descripción de la naturaleza, plagada de alusiones mitológicas y metáforas amplificativas, con el propósito de halagar los sentidos y hallar la belleza en todo objeto en el que fije su pluma. 
En cuanto a los temas, recientes estudios han iluminado el presunto vacío de contenido de la obra gongorina. Se trata de ofrecer un ejemplo máximo del tópico de "menosprecio de corte y alabanza de aldea", donde la Naturaleza y la vida de los cabreros, campesinos y pescadores se revela como no corrompida, frente al mundanal ruido de políticos cortesanos y ambiciosos comerciantes. Para ello describe paisajes arcádicos, en una línea de inspiración neoplatónica, donde los objetos son espléndidos y la vida, un retiro ideal, en contra del decoro poético de la época en que personas de clase socioeconómica baja no eran representados con lenguaje elevado, sino más bien al estilo de la picaresca.

## Temática homosexual
Las Soledades comienzan con una referencia que en la época era una palabra "código" para homosexualidad: Ganimedes, copero de los dioses en la mitología griega y según el artículo dedicado a él, "símbolo... del amor homosexual", o "ícono de la belleza masculina homosexual" según una erudita moderna. El protagonista es más hermoso que Ganimedes: "Cuando el que ministrar podía la copa a Júpiter mejor que el garzón de Ida".

## Controversia
Las Soledades originaron ya desde su composición un gran debate por los extremos de dificultad de su ornato y la acumulación de alusiones mitológicas y eruditas en su discurso sin tener una reconocible función didáctica. Fueron atacadas por el Conde de Salinas y Juan de Jáuregui (quien compuso un ponderado Antídoto contra las Soledades y un Ejemplar poético contra ellas, aunque acabó profesando la misma o muy semejante doctrina), y defendidas por otros muchos ingenios, como Salcedo Coronel, José Pellicer, Francisco Fernández de Córdoba (Abad de Rute), el Conde de Villamediana, Gabriel Bocángel y, más allá del Atlántico, Juan de Espinosa Medrano y Sor Juana Inés de la Cruz.
Esta obra supone la cumbre del estilo gongorino y fue reivindicada y alabada por parnasianos y simbolistas franceses y por la generación del 27, que rindió un merecido homenaje en 1927 a Góngora con motivo del tricentenario de su muerte, acontecimiento que dio nombre a la citada generación poética.